# Edvard Grieg
Edvard Hagerup Grieg (Bergen, 15 giugno 1843 – Bergen, 4 settembre 1907) è stato un compositore e pianista norvegese.
È considerato il più grande compositore norvegese, conosciuto in particolare per il Concerto per pianoforte in La minore, le musiche di scena per il Peer Gynt di Henrik Ibsen (trasposte successivamente in due suite), per la Suite Holberg e per molti dei suoi Pezzi lirici. Questi ultimi, composti tra il 1867 e il 1901 e raccolti in dieci quaderni, sono da considerarsi come il suo capolavoro.

## Biografia

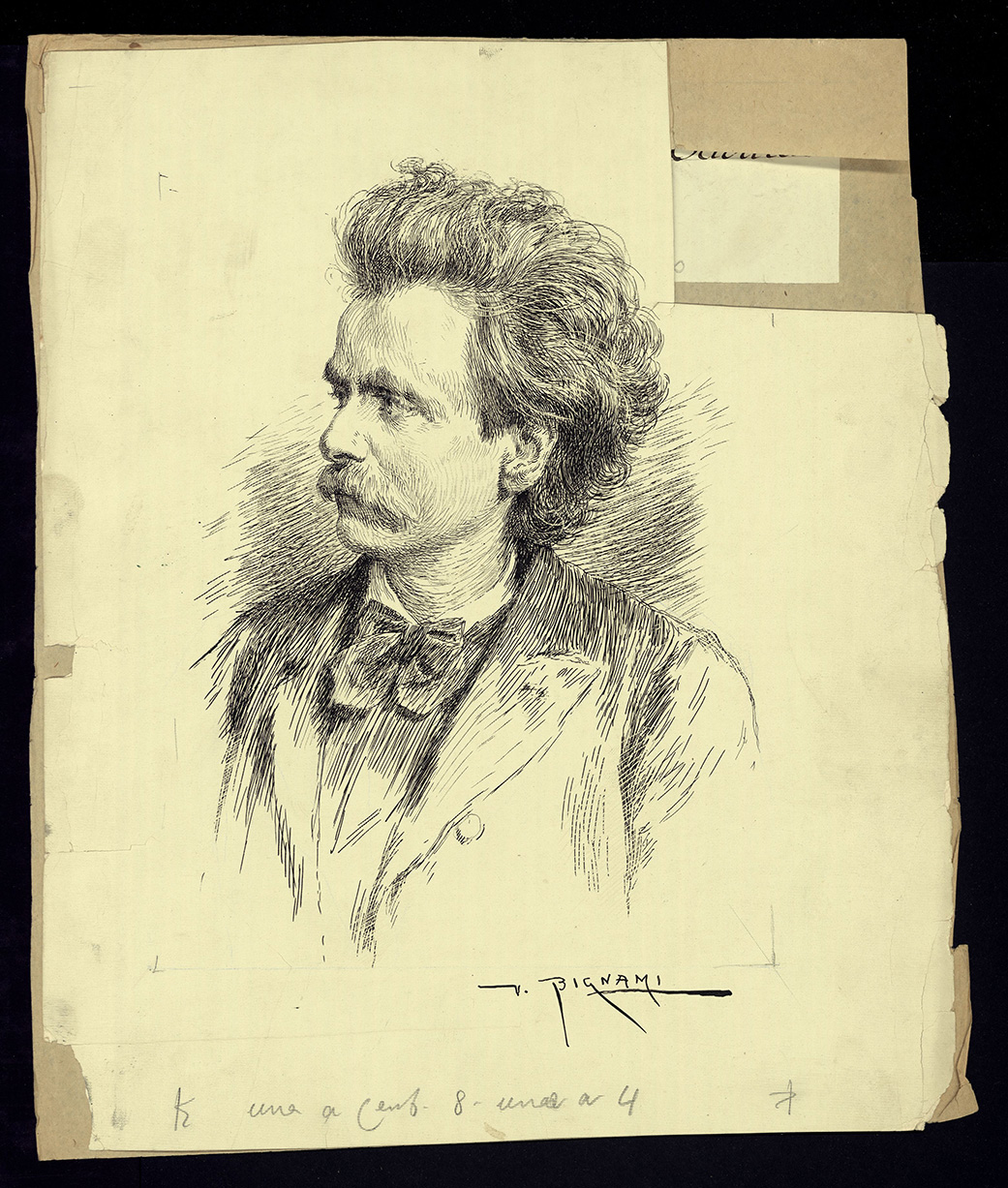
Ritratto di Edvard Grieg, compositore (1843-1907), prima del 1929.

Norvegese per parte di madre, ma di lontane origini scozzesi per parte di padre (il nonno, il cui cognome era Grieg, si era trasferito a Bergen verso la metà del XVIII secolo), Edvard Grieg fu il quarto di cinque figli. Le ottime condizioni economiche consentirono alla famiglia Grieg di offrire una buona preparazione musicale a tutti i figli. Il maggiore dei maschi, John Grieg, diventò violoncellista e uno dei migliori critici musicali di Norvegia. Edvard, precocissimo e ipersensibile, studiò pianoforte con la madre Gesine Judith Hagerup, ottima cantante e pianista, applicandosi però malvolentieri agli esercizi di grammatica. La sua natura di compositore lo spingeva piuttosto a cercare sul pianoforte insolite combinazioni di accordi.
Nell'estate del 1858 Grieg incontrò il più noto violinista norvegese del tempo, Ole Bull, amico di famiglia e il cui fratello aveva sposato una zia del giovane compositore. Bull notò il talento del quindicenne e convinse i coniugi Grieg a far proseguire gli studi del figlio a Lipsia, dove Edvard si trasferì nel 1858. Superato l'esame di ammissione, l'impatto non fu tuttavia buono: l'impostazione aridamente tecnica dell'insegnante di pianoforte, Louis Plaidy, spinse Grieg a chiedere di essere trasferito in un'altra classe. L'approccio didattico del nuovo insegnante, Ernest Ferdinand Wenzel, già amico di Schumann, si rivelò più vicino alla sensibilità del musicista norvegese, ma nel complesso la scuola di musica non riuscì a soddisfare le aspettative di Grieg, che anni dopo ricorderà come in tutto il Conservatorio di Lipsia non ci fosse una sola classe dove si potesse imparare l'arte dell'orchestrazione. Il soggiorno nella città sassone gli offrì comunque la preziosa opportunità di ascoltare una grande quantità della migliore produzione da camera e sinfonica del primo Ottocento.
Nella primavera del 1860 sopravvisse a una grave malattia ai polmoni. L'anno seguente debuttò come pianista a Karlshamn in Svezia.
Conclusi gli studi nel 1862, Grieg tornò per qualche tempo in Norvegia, prima di trasferirsi nel 1863 a Copenaghen dove risiedette per tre anni. Il suo primo concerto da pianista in Norvegia lo tenne a Bergen.
Nel periodo di Copenaghen egli fece la conoscenza dei compositori danesi J. P. E. Hartmann e Niels Gade e di un compositore norvegese suo coetaneo, Rikard Nordraak, destinato a morire prematuramente nel 1866. Nordraak era un acceso nazionalista, ed ebbe il grande merito di risvegliare nell'amico, la cui musica di questo periodo appare influenzata da modelli tedeschi, l'entusiasmo per la musica popolare della sua terra. Per Nordraak Grieg scrisse una marcia funebre.
Dopo un viaggio in Italia (Roma, Napoli, Ravello), dove tra gli altri incontrò Henrik Ibsen, il futuro autore di Peer Gynt, Grieg fece ritorno a Oslo. Qui si esibì in concerti di musica norvegese, diventò direttore della Società Filarmonica e nel 1867 fondò l'Accademia Norvegese di Musica, facendo eseguire composizioni dei maestri classici e romantici fino ad allora sconosciute in Norvegia. L'11 giugno di quell'anno sposò la cantante Nina Hagerup, sua prima cugina, da tempo sua compagna nell'attività concertistica. L'anno seguente nacque la loro unica figlia, Alexandra. L'estate successiva durante una vacanza in Danimarca Grieg scrisse il Concerto per pianoforte e orchestra in La minore una delle sue composizioni più famose e certamente la più impegnativa sul piano costruttivo. La prima di quest'opera fu eseguita a Copenaghen dal pianista Edmund Neupert il 3 aprile 1869. Grieg non fu presente alla prima avendo impegni con un'orchestra a Christiania (oggi Oslo).
Quattordici anni dopo, nel 1883, Grieg tentò di cimentarsi nuovamente nella composizione di un concerto per pianoforte e orchestra, ma alla fine dovette rinunciare: proprio la consapevolezza dei difetti strutturali del primo concerto, nel frattempo l’avevano orientato verso la composizione di pezzi brevi, di tipo bozzettistico, spesso per pianoforte.
Nell'autunno del 1869 Grieg ricevette dallo Stato norvegese una borsa di studio per recarsi in Italia e perfezionarsi con Franz Liszt, il musicista ungherese che ne aveva intuito il talento, dopo aver letto alcune sue composizioni pianistiche.
Nell'estate del 1869 sua figlia Alexandra si ammalò e morì all'età di tredici mesi.
Di ritorno a Oslo, Grieg si cimentò per la prima volta col teatro musicale, componendo le musiche di scena per il Sigurd Jorsalfar di Bjørnstjerne Bjørnson e soprattutto per il Peer Gynt di Ibsen. Tra queste due composizioni cominciò anche la composizione di un'opera lirica, Olav Trygvason, su libretto dello stesso Bjørnson, di cui completò solo tre scene.
In seguito, dai 22 pezzi musicali composti per il Peer Gynt, Grieg ricaverà le due suite orchestrali - ciascuna formata di quattro brani - destinate a raggiungere una notevole popolarità.
Nell'agosto del 1876 Grieg si recò a Bayreuth per assistere alla prima assoluta della Tetralogia di Richard Wagner, restandone folgorato. In questi anni la sua attività compositiva si ridusse sensibilmente a causa dell'acutizzarsi di una malattia polmonare che lo affliggeva da tempo.
Dopo aver ricoperto per due anni il posto di direttore della Società Filarmonica di Bergen, nel 1882 Grieg firmò un vantaggioso contratto con l'editore Peters di Lipsia, che ne acquistò la pubblicazione in esclusiva di tutte le opere. Libero da necessità economiche, abbandonò ogni regolare attività professionale e acquistò una casa a Troldhaugen, nella campagna vicina a Bergen, dove amava trascorrere la primavera e l'estate con la moglie, dedicandosi alla composizione, mentre la stagione fredda era impegnata dall'attività concertistica. Scrive Grieg:
La sua fama era frattanto giunta al culmine e il compositore aveva ormai scelto la sua strada: quella della miniatura musicale, nella forma del foglio d'album e del Lied.

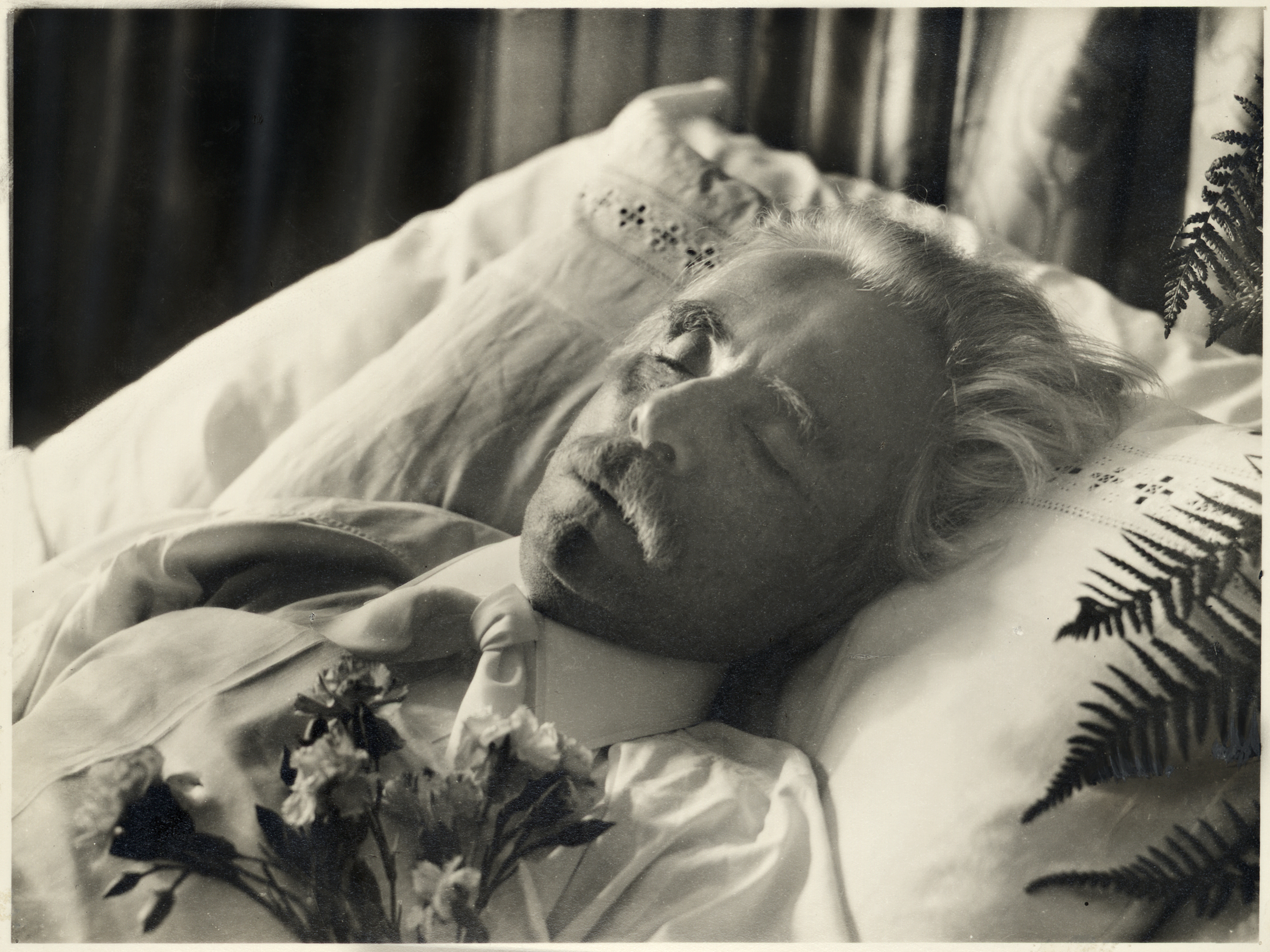
Fotografia post mortem di Edvard

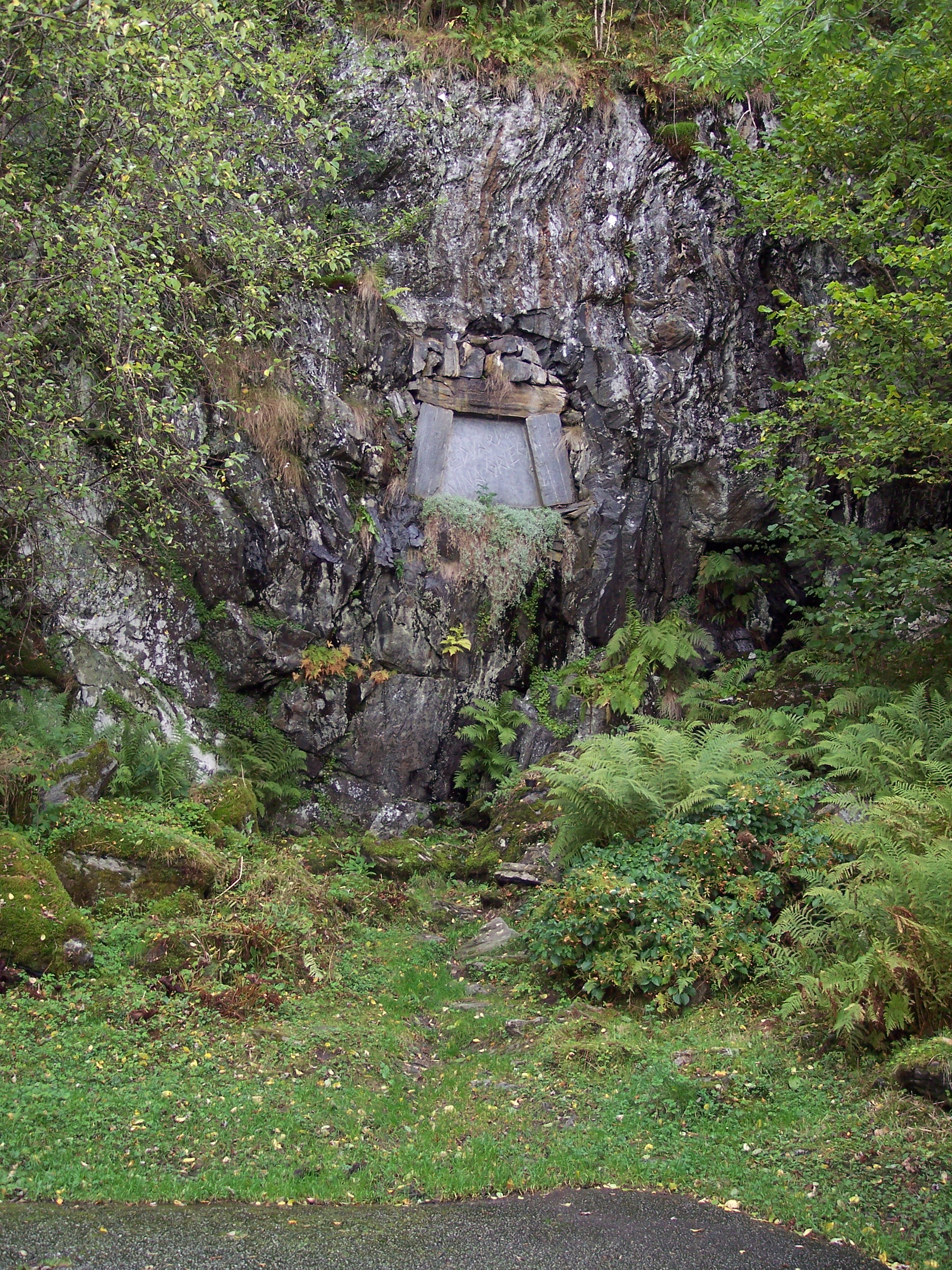
La tomba di Edvard e Nina Grieg

Negli ultimi anni, specie d'inverno, la sua salute mostrò i segni di un rapido peggioramento, ma ancora nel 1907, l'anno della sua morte, Grieg si esibì in concerto in Germania e in Russia. Al funerale di Edvard Grieg parteciparono dalle trentamila alle quarantamila persone e fu eseguita la marcia funebre di Fryderyk Chopin. Grieg e sua moglie sono seppelliti in una cripta inaccessibile ricavata sulla parete rocciosa che, dalla collina su cui è posta la loro casa di Troldhaugen, scende verso il mare.

## Personalità
Tra i compositori del XIX secolo che la storiografia musicale include nella categoria delle scuole nazionali Grieg è quello per il quale si può più a buon diritto parlare di arte naïf, fresca, ingenua e diseguale. Lo studente insofferente alle regole, che di malavoglia si applica negli studi musicali tradizionali e che sente la tecnica come una limitazione alla sua immaginazione, si trasformerà in un compositore che rifugge le grandi forme, dedicandosi con gli anni sempre più esclusivamente al bozzetto lirico.
Il lavoro di Grieg sul folklore musicale norvegese mira a creare un linguaggio diverso da quello delle correnti romantiche dell'Europa centrale e in questa sua lunga ricerca gli risulterà congeniale la forma del quadretto di genere, soprattutto pianistico, ma anche quella del lieder e della musica per coro. È in particolare nella scrittura pianistica che il musicista di Bergen rivela la propria originalità: nei Pezzi lirici, oltre che nelle danze e nei motivi tradizionali norvegesi, Grieg esprime il carattere personale e talvolta audace della sua armonia, sovente costruita su un libero accostamento di accordi che riproducono i timbri degli strumenti popolari. Sotto certi aspetti, Grieg rappresenta una sorta di "ponte" tra Liszt e Debussy e le sue musiche di scena per il Peer Gynt hanno già un'impronta impressionistica.
A indicare a Grieg la via verso la formazione del proprio stile fu senz'altro la lingua musicale materna del folklore norvegese, prima quasi dimenticato negli anni di Lipsia, poi riconquistato anche grazie all'amico Nordraak. La facile riconoscibilità di questo stile contribuì in modo significativo al successo della sua musica mentre egli fu in vita (tra i compositori di fine Ottocento, egli godette in particolare dell'ammirazione di Johannes Brahms, di Čajkovskij e del vecchio Verdi) ma fu in genere considerata con sospetto o disinteresse dai musicisti del Novecento. Tuttavia è incontestabile che Grieg diede un contributo significativo al processo di allargamento del sistema tonale: la sua scrittura armonica, sciolta e tendenzialmente paratattica, sviluppa elementi propri della musica tradizionale norvegese, ma al tempo stesso converge in modo sorprendente verso l'esperienza condotta da autori contemporanei quali Antonín Dvořák, Anton Bruckner o Georges Bizet.
Grieg fu per altro consapevole di collocarsi alla periferia della vita musicale europea (ciò che dice della sua casa di Troldhaugen vale in realtà soprattutto per la sua musica) e realizzò i suoi lavori migliori tutte le volte che seppe accettare pienamente tale dimensione culturale. È il caso di molti Pezzi lirici per pianoforte, di alcuni numeri del Peer Gynt (tra cui sono notissimi Il mattino, la Canzone di Solveig e Nell'antro del re della montagna) o della Suite Holberg, in stile antico, dove al sentimento di isolamento geografico subentra quello della distanza storica.
Nei momenti meno felici invece il suo stile rivela la presenza di modelli scarsamente metabolizzati, siano quelli scolastici appresi a Lipsia, come nel caso del Concerto per pianoforte e orchestra, o quelli delle partiture wagneriane, del cui cromatismo sono impregnate le composizioni degli ultimi anni.

## Composizioni (selezione)
Le date indicate si riferiscono all'anno della pubblicazione nel catalogo dell'editore Peters di Lipsia eccetto l'op. 7 (editore Breitkopf & Härtel, Lipsia), le opp. 12 e 29 (editore Hornemann, Copenaghen), l'op. 11 (edita a Stoccolma), l'op. 11/1 (editore Rieter-Biederman, Lipsia), l'op. 17 (editore Rabe, Bergen) e l'op. 22 (edita a Copenaghen).

### Musica per pianoforte solo
- Quattro Pezzi per pianoforte, op. 1 (1867)
- Quadri poetici, op. 3 (1864)
- Humoresques, op. 6 (1865)
- Sonata in Mi minore, op. 7 (1865)
- Pezzi lirici, op. 12 (1867)
- Danze e canti norvegesi, op. 17 (1870)
- Scene di vita popolare, op. 19 (1872)
- Ballata in forma di variazioni su un canto popolare norvegese, op. 24 (1876)
- Quattro Pagine d'album, op. 28 (1878)
- Improvvisazione su due motivi popolari norvegesi, op. 29 (1878)
- Pezzi lirici, op. 38 (1883)
- Suite Holberg, op. 40 (1884)
- Pezzi lirici, op. 43 (1886)
- Pezzi lirici, op. 47 (1888)
- Pezzi lirici, op. 54 (1891)
- Pezzi lirici, op. 57 (1893)
- Pezzi lirici, op. 62 (1895)
- Pezzi lirici, op. 65 (1896)
- Melodie popolari norvegesi, op. 66 (1896)
- Pezzi lirici, op. 68 (1899)
- Pezzi lirici, op. 71 (1901)
- Danze contadine norvegesi, op. 72 (1903)
- Stemninger, op. 73 (1905)

### Musica per pianoforte a quattro mani
- Adagio e intermezzo trascrizioni dalla Sinfonia in do minore (1865)
- In autunno, fantasia in Re maggiore, op. 11 (1867)
- Danze Norvegesi, op. 35 (1881)

### Musica orchestrale
- Sinfonia in do minore (1864)  nascosta dal compositore, ritrovata nel 1981
- In autunno, ouverture, trascrizione dall'originale per pianoforte a quattro mani, op. 11/1 (1874)
- Due melodie elegiache, op. 34 (1881)
- Danze Norvegesi, op. 35/1, trascrizione dell'originale per pianoforte a quattro mani
- Suite Holberg, trascrizione dall'originale per pianoforte, op. 40/1 (1885)
- Peer Gynt, suite n. 1, op. 46 (1888)
- Peer Gynt, suite n. 2, op. 55 (1893)
- Sigurd Jorsalfar, tre brani orchestrali, op. 56 (1893)
- Danze Sinfoniche, op. 64 (1898)
- Antica melodia norvegese con variazioni, op. 51/1 (1905)
- Lyrische Suite, trascrizione di quattro pezzi lirici dall'op. 54, op. 54/1 (1904)

### Musica per orchestra e strumento solista
- Concerto per pianoforte e orchestra in La minore, op. 16 (1872)
- Concerto per pianoforte e orchestra in Si minore (incompiuto)

### Musica da camera
- Sonata per violino e pianoforte in Fa maggiore, op. 8 (1865)
- Sonata per violino e pianoforte in Sol maggiore, op. 13 (1871)
- Quartetto per archi in Sol minore, op. 27 (1879)
- Sonata per violoncello e pianoforte in La minore, op. 36 (1883)
- Sonata per violino e pianoforte in Do minore, op. 45 (1887)
- Quartetto per archi in Fa maggiore (incompiuto, completati solo i primi due movimenti)

### Musica per il teatro
- Sigurd Jorsalfar, musiche di scena per il dramma di Bjørnstjerne Bjørnson, op. 22 (1874)
- Peer Gynt, musiche di scena per il dramma di Henrik Ibsen, op. 23 (1876)

### Musica vocale
- Davanti a un monastero del Sud, per soprano, contralto, coro femminile e orchestra, op. 20 (1871)
- Lo schiavo montano, per baritono e orchestra, op. 32 (1878)
- Album per voci maschili, per tenore, baritono, basso, coro maschile senza accompagnamento, op. 30 (1880)
- Avvistamento di terra, per baritono e coro maschile senza accompagnamento, op. 31 (1881)
- Quattro Salmi, per baritono e coro a cappella, op. 74 (1907)

### Lieder
- Quattro Lieder, op. 2 (1863 - 1864)
- Sei Lieder, op. 4 (1864)
- Le melodie del cuore, su testi di Hans Christian Andersen, op. 5 (1864)
- Romanze e ballate, su testi di Peter Andreas Munch, op. 9 (1867)
- Quattro Romanze, su testi di Christian Winther, op. 10 (1886)
- Quattro Romanze, op. 15 (1870)
- Nove Lieder, su testi di poeti danesi e norvegesi, op. 18 (1865 - 1869)
- Quattro Lieder, su testi di Bjørnstjerne Bjørnson, op. 21 (1872)
- Sei Lieder, su testi di Henrik Ibsen, op. 25 (1876)
- Cinque Lieder, su testi di John Paulsen, op. 26 (1876)
- Dodici melodie, su testi di Aasmund Olavsson Vinje, op. 33 (1881)
- Sei Romanze, op. 39 (1885)
- Ricordi di viaggio dai monti e dai fiordi, su testi di Holger Drachmann, op. 44 (1886)
- Sei Lieder, op. 48 (1889)
- Sei Lieder, su testi di Holger Drachmann, op. 49 (1889)
- Norvegia, cinque lieder su testi di John Paulsen, op. 58 (1894)
- Poemi Elegiaci, su testi di John Paulsen, op. 59 (1895)
- Cinque Lieder, su testi di Vilhelm Krag, op. 60 (1895)
- Canti dei bambini, op. 61 (1895)
- Ciclo di Lieder di Haugtussa, su testi di Arne Garborg da Fortaeling, op. 67 (1898)
- Cinque Lieder, su testi di Otto Benzon, op. 69 (1900)
- Cinque Lieder, su testi di Otto Benzon, op. 70 (1900)

### Composizioni per due pianoforti
- Libera aggiunta di parti di un secondo pianoforte a 4 sonate pianistiche di Mozart , (in fa magg. K 533, in do min. K 457, in do mag. K 545, in sol mag K 283), Fantasia K 475 (1876/79)
- Gammelnosk romanse med Variasjoner, opera 51 (1891)

## Riconoscimenti
- A Grieg è stato intitolato il cratere Grieg, sulla superficie di Mercurio.
- Uno dei maggiori hotel di Bergen in suo onore è stato chiamato Quality Hotel Edvard Grieg